# Brett Holman
Brett Trevor Holman (sinh ngày 27 tháng 3 năm 1984) là cầu thủ bóng đá người Úc có thể thi đấu ở nhiều vị trí như tiền đạo, tiền vệ tấn công hoặc tiền vệ cánh trái. Anh hiện đang thi đấu tại Các Tiểu vương quốc Ả Rập Thống nhất cho câu lạc bộ Al Nasr.

## Tuổi thơ
Brett Holman sinh tại Úc, cha mẹ anh đều là người Úc. Anh sinh ra và lớn lên tại vùng ngoại ô phía tây Sydney Croydon Park và học tại trường trung học Christian Brothers ở Lewisham. Anh rời trường năm 2000 để theo đuổi sự nghiệp bóng đá và ký hợp đồng thi đấu cho Parramatta Power.

## Sự nghiệp câu lạc bộ
Holman thi đấu cho Northern Spirit và Parramatta Power tại Úc trước khi đến Feyenoord Rotterdam của Hà Lan vào năm 2002. Không cạnh tranh nổi vị trí trong đội hình chính thức, Holman đã có một thời gian thi đấu theo hợp đồng cho mượn với SBV Excelsior trước khi chuyển đến NEC Nijmegen vào năm 2006.
Ngày 7 tháng 4 năm 2007, Holman ghi 2 bàn thắng cho NEC Nijmegen trong chiến thắng 2-1 trước đội đầu bảng Eredivisie là PSV Eindhoven. Anh trở thành cầu thủ xuất sắc nhất trận đấu. Mùa hè 2008, anh chuyển đến AZ Alkmaar với phí chuyển nhượng 3 triệu €.
Ngày 1 tháng 11 năm 2008, Holman ghi bàn thắng đầu tiên cho AZ Alkmaar trong trận hòa 3-3 với SC Heerenveen tại Abe Lenstra Stadion, Heerenveen sau khi vào sân ở hiệp 2 thay cho Nick van der Velden. Trong mùa giải 2008-09, mùa giải mà AZ Alkmaar giành chức vô địch Giải Ngoại hạng Hà Lan, Holman rất khó khăn trong việc có mặt ở đội hình chính thức và có những tin đồn cuối mùa giải anh sẽ ra đi. Tuy nhiên anh đã quyết định ở lại và được ra sân nhiều hơn dưới thời huấn luyện viên mới Dick Advocaat, trong đó có một số lần ra sân tại UEFA Champions League 2009-10.

### Aston Villa
Ngày 1 tháng 3 năm 2012, Holman ký thỏa thuận tiền hợp đồng với Aston Villa về việc sẽ gia nhập đội bóng này sau khi hết hạn hợp đồng với AZ.
Ngày 1 tháng 7 năm 2012, Holman chính thức trở thành cầu thủ của Aston Villa. Ngày 14 tháng 7, anh có bàn thắng đầu tiên trong trận ra mắt, trận giao hữu trước mùa giải với Burton Albion. Ngày 1 tháng 12 năm 2012, anh có bàn thắng đầu tiên tại Giải Ngoại hạng Anh vào lưới QPR. Anh cũng có bàn thắng đầu tiên tại League Cup trong chiến thắng 4–1 trước Norwich City tại tứ kết.
Ngày 21 tháng 6 năm 2013, anh được Aston Villa giải phóng hợp đồng sau khi mùa giải kết thúc. Sau đó anh đến Al Nasr tại Dubai với bản hợp đồng hai năm.

## Sự nghiệp đội tuyển quốc gia
Holman có trận đấu đầu tiên cho đội tuyển Úc vào tháng 2 năm 2006 gặp Bahrain.
Holman có tên trong danh sách 23 cầu thủ đội tuyển Úc tham dự World Cup 2010 tại Nam Phi. Ngày 19 tháng 6 năm 2010, Holman ghi bàn mở tỉ số trong trận hòa 1-1 với Ghana tại trận đấu thứ hai vòng bảng khi ập vào sút bồi từ tình huống thủ môn Richard Kingson để bóng bật ra sau cú sút phạt của Marco Bresciano. Ngày 24 tháng 6, anh có bàn thắng thứ hai tại giải đấu với cú sút ở cự ly 30m trong chiến thắng 2-1 trước Serbia.
Holman sau đó tiếp tục có tên trong danh sách tham dự Cúp bóng đá châu Á 2011 tại Quatar. Anh ghi bàn trong trận đầu tiên thắng Ấn Độ 4-0.
Năm 2013, sau khi kết thúc vòng loại World Cup 2014, Brett Holman giã từ sự nghiệp thi đấu quốc tế ở đội tuyển quốc gia sau 7 năm cống hiến.

## Thống kê sự nghiệp

### Bàn thắng đội tuyển quốc gia
| # | Thời gian            | Địa điểm                                                 | Đối thủ     | Bàn thắng | Kết quả | Giải đấu                 |
| - | -------------------- | -------------------------------------------------------- | ----------- | --------- | ------- | ------------------------ |
| 1 | 24 tháng 3 năm 2007  | Sân vận động quốc gia Quảng Đông, Quảng Châu, Trung Quốc | Trung Quốc  | 0–1       | 0–2     | Giao hữu                 |
| 2 | 24 tháng 5 năm 2010  | Melbourne Cricket Ground, Melbourne, Úc                  | New Zealand | 2–1       | 2–1     | Giao hữu                 |
| 3 | 19 tháng 6 năm 2010  | Sân vận động Royal Bafokeng, Rustenburg, Nam Phi         | Ghana       | 1–0       | 1–1     | World Cup 2010           |
| 4 | 23 tháng 6 năm 2010  | Sân vận động Mbombela, Nelspruit, Nam Phi                | Serbia      | 2–0       | 2–1     | World Cup 2010           |
| 5 | 7 tháng 9 năm 2010   | Stadion Miejski, Kraków, Ba Lan                          | Ba Lan      | 0–1       | 1–2     | Giao hữu                 |
| 6 | 11 tháng 1 năm 2011  | Sân vận động Jassim Bin Hamad, Doha, Qatar               | Ấn Độ       | 3–0       | 4–0     | Cúp bóng đá châu Á 2011  |
| 7 | 11 tháng 10 năm 2011 | Sân vận động Australia, Sydney, Úc                       | Oman        | 1–0       | 3–0     | Vòng loại World Cup 2014 |
| 8 | 15 tháng 11 năm 2011 | Sân vận động Suphachalasai, Bangkok, Thailand            | Thái Lan    | 0-1       | 0-1     | Vòng loại World Cup 2014 |
| 9 | 26 tháng 3 năm 2013  | Sân vận động Australia, Sydney, Úc                       | Oman        | 2–2       | 2–2     | Vòng loại World Cup 2014 |

## Danh hiệu

### Câu lạc bộ
AZ Alkmaar
- Eredivisie
  - Vô địch (1): 2008–09
- Siêu cúp Hà Lan
  - Vô địch (1): 2009